# Muhammad Shah av Delhi
Muhammad Shah, död 1445, var regerande sultan av Delhi mellan 1434 och 1445.